# 펀자브계 미국인

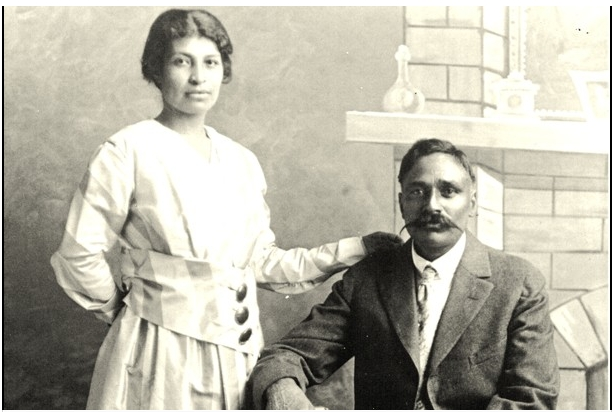
1917년 결혼식 사진을 찍는 펀자브계 멕시코계 미국인 부부, 발렌티나 알바레스와 룰리아 싱.

펀자브계 미국인은 파키스탄과 인도의 펀자브 지역에서 유래한 펀자브인 혈통을 전부 또는 일부 가진 미국인을 말한다. 펀자브계 미국인은 30만 명이 넘으며, 이들 중 다수는 영국령 펀자브에서 처음 이주하여 캘리포니아주의 센트럴밸리에 정착했다.
펀자브계 미국인 중에는 캘리포니아에서 펀자브인과 멕시코인 혈통을 모두 가진 펀자브계 멕시코계 미국인 공동체가 특히 두드러진다.

## 시크교도
시크교도들은 130년 이상 미국 인구의 일부였다. 19세기 전환기에 영국령 인도의 펀자브주는 영국의 중상주의 정책으로 큰 타격을 입었다. 많은 시크교도들이 미국으로 이주하여 캘리포니아의 농장에서 일하기 시작했다. 그들은 홍콩을 경유하여 뉴욕주의 엘리스섬의 서쪽 대응 지역인 엔젤섬에 도착했다.
"일부 시크교도들은 오리건주의 제재소나 철도 건설 현장에서 일했으며, 일부 시크교도들에게는 철도 노선이 있었기 때문에 이주 노동자로 일하던 다른 시크교도들이 축제일에 마을로 올 수 있었다."
앵글로 미국인들의 차별로 인해, 캘리포니아의 많은 초기 펀자브 이민자들은 멕시코계 미국인과 결혼하여 상당한 펀자브계 멕시코계 미국인 공동체를 형성했다. 펀자브인 농부들은 또한 미국 은행가들을 통해 사업을 운영함으로써 재산 소유를 금지하는 법률을 우회할 수 있었다.

## 라비다스시아

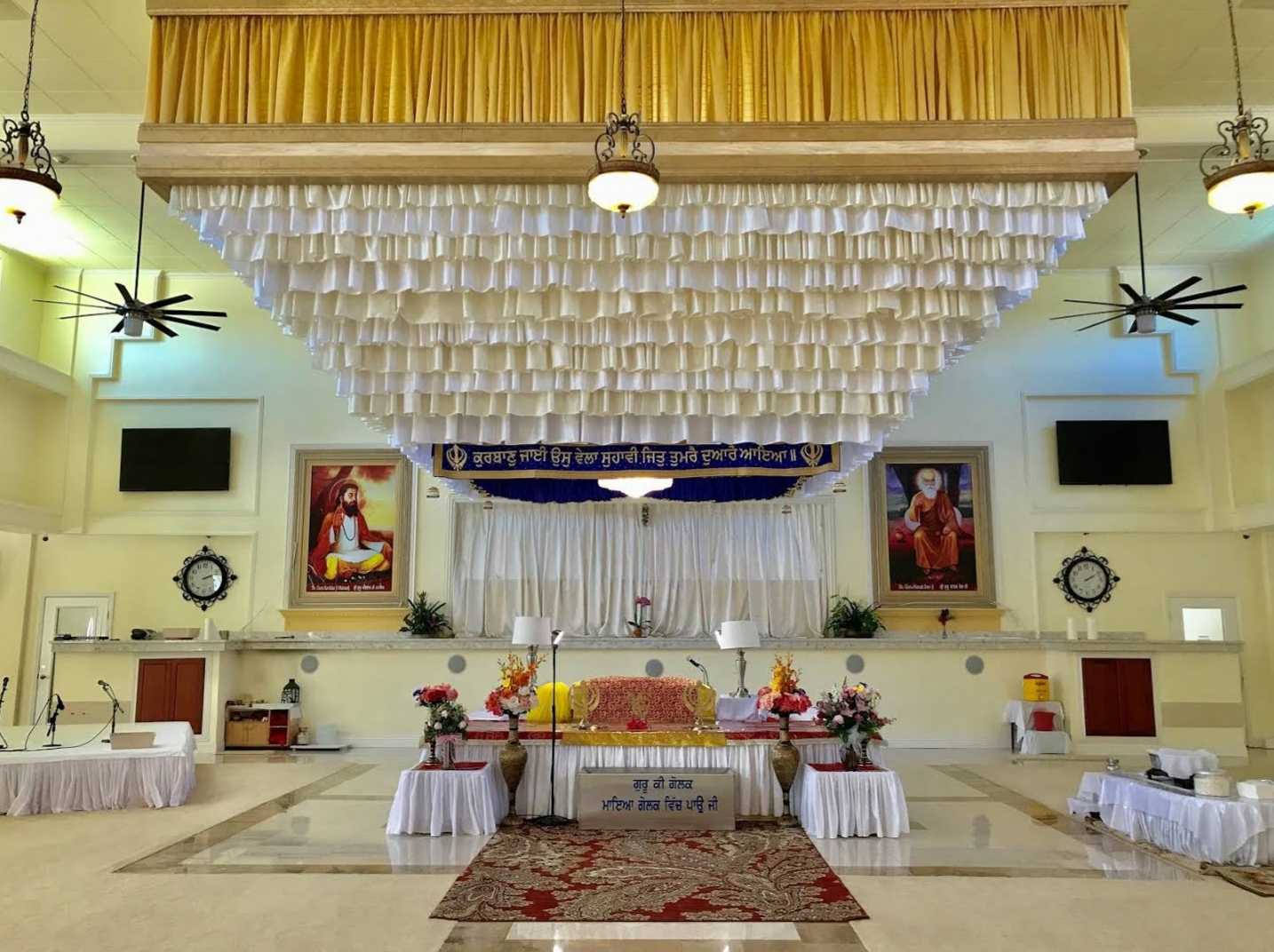
캘리포니아주 피츠버그의 구루 라비다스 사원

미국에는 상당한 수의 라비다스시아 인구가 있으며, 그들 대부분은 캘리포니아에 거주한다. 캘리포니아 센트럴밸리에는 약 2만 명의 라비다스시아 공동체 구성원이 있는 것으로 추정되며, 이들 대부분은 인도 북서부 펀자브에 뿌리를 두고 있다. 캘리포니아 라비다스시아 공동체의 배경은 시크교도, 힌두교도, 그리고 토착민들로부터 온다.
라비다스시아 공동체는 캘리포니아에 6개의 구루 라비다스 사원을 가지고 있으며, 이 사원들은 시크교 구르드와라와 비슷한 외관을 가지고 있으며, 본당 중앙에 성스러운 책인 스리 구루 그란트 사히브 지가 놓여 있다.

## 미국에서의 역할
대부분의 시크교도들은 미국에서 농장 노동자로 삶을 시작했지만, 많은 이들이 결국 지주와 성공적인 농부가 되었다. 1956년, 달립 싱 사운드는 미국 하원에 선출된 최초의 아시아계 미국인이 되었다. 현재 아마르지트 싱 부타르는 아마도 터번을 두른 시크교도 중 유일하게 선출직 공무원이다. 그는 2001년 12월 버넌 교육위원회에 4년 임기로 선출되었다. 그는 또한 최근 이사회 의장으로도 선출되었다. 루이지애나주 주지사인 보비 진덜도 펀자브계이며, 전 유엔 주재 미국 대사였던 니키 헤일리이자 사우스캐롤라이나의 116대 주지사도 펀자브계이다.
많은 펀자브계 미국인들은 기술 관련 분야에서 성공을 거두었다. 비노드 담은 펜티엄 프로세서 개발을 도왔고, 비노드 코슬라와 사비르 바티아는 각각 썬 마이크로시스템즈와 핫메일을 공동 설립했다. 아니시 초프라는 버락 오바마 대통령에 의해 미국 최초의 최고 기술 책임자(CTO)로 임명되었다.

## 지리적 분포

### 주
미국 펀자브인 전체의 약 절반이 캘리포니아에 거주한다.
| 주 및 영토                                    | 2017–21 (추정) | 2017–21 (추정) | 2006–10 (추정) | 2006–10 (추정) | 2000    | 2000  | 1990   | 1990 |
| 주 및 영토                                    | 인구           | %              | Pop.           | %              | Pop.    | %     | Pop.   | %    |
| --------------------------------------------- | -------------- | -------------- | -------------- | -------------- | ------- | ----- | ------ | ---- |
| 캘리포니아주                                  | 142,450        | 0.38%          | 103,998        | 0.31%          | 67,820  | 0.22% | 25,725 |      |
| 틀:나라자료 New York 뉴욕주                   | 36,435         | 0.19%          | 32,135         | 0.18%          | 22,560  | 0.13% | 5,516  |      |
| 틀:나라자료 Washington 워싱턴주               | 18,410         | 0.26%          | 11,454         | 0.19%          | 6,005   | 0.11% | 861    |      |
| 틀:나라자료 New Jersey 뉴저지주               | 17,225         | 0.2%           | 11,304         | 0.14%          | 7,730   | 0.1%  | 2,648  |      |
| 텍사스주                                      | 9,795          | 0.04%          | 6,875          | 0.03%          | 3,765   | 0.02% | 1,497  |      |
| 틀:나라자료 Virginia 버지니아주               | 7,828          | 0.1%           | 8,177          | 0.11%          | 4,560   | 0.07% | 1,283  |      |
| 틀:나라자료 Michigan 미시간주                 | 7,612          | 0.08%          | 5,676          | 0.06%          | 3,635   | 0.04% | 1,256  |      |
| 틀:나라자료 Maryland 메릴랜드주               | 7,147          | 0.12%          | 3,224          | 0.06%          | 2,975   | 0.06% | 1,699  |      |
| 틀:나라자료 Indiana 인디애나주                | 6,691          | 0.11%          | 2,895          | 0.05%          | 740     | 0.01% | 418    |      |
| 틀:나라자료 Illinois 일리노이주               | 6,195          | 0.05%          | 4,276          | 0.04%          | 4,315   | 0.04% | 2,180  |      |
| 틀:나라자료 Pennsylvania 펜실베이니아주       | 5,057          | 0.04%          | 3,944          | 0.03%          | 2,030   | 0.02% | 769    |      |
| 틀:나라자료 Ohio 오하이오주                   | 5,011          | 0.05%          | 5,083          | 0.05%          | 2,040   | 0.02% | 1,067  |      |
| 틀:나라자료 Massachusetts 매사추세츠주        | 4,917          | 0.07%          | 2,588          | 0.04%          | 995     | 0.02% |        |      |
| 틀:나라자료 Arizona 애리조나주                | 3,833          | 0.06%          | 1,980          | 0.03%          | 1,035   | 0.02% |        |      |
| 틀:나라자료 North Carolina 노스캐롤라이나주   | 3,642          | 0.04%          | 2,932          | 0.03%          | 705     | 0.01% | 485    |      |
| 틀:나라자료 Wisconsin 위스콘신주              | 2,852          | 0.05%          | 1,936          | 0.04%          | 1,165   | 0.02% | 318    |      |
| 틀:나라자료 Florida 플로리다주                | 2,544          | 0.01%          | 2,126          | 0.01%          | 1,655   | 0.01% |        |      |
| 틀:나라자료 Georgia (U.S. state) 조지아주     | 2,540          | 0.03%          | 1,882          | 0.02%          | 790     | 0.01% | 317    |      |
| 틀:나라자료 Nevada 네바다주                   | 2,190          | 0.08%          | 743            | 0.03%          | 715     | 0.04% |        |      |
| 틀:나라자료 Kansas 캔자스주                   | 1,948          | 0.07%          | 827            | 0.03%          | 249     | 0.01% | 240    |      |
| 틀:나라자료 Missouri 미주리주                 | 1,670          | 0.03%          | 579            | 0.01%          | 500     | 0.01% | 142    |      |
| 틀:나라자료 Oregon 오리건주                   | 1,570          | 0.04%          | 1,246          | 0.04%          | 425     | 0.01% |        |      |
| 틀:나라자료 Connecticut 코네티컷주            | 1,455          | 0.04%          | 1,269          | 0.04%          | 934     | 0.03% |        |      |
| 틀:나라자료 Utah 유타주                       | 1,383          | 0.05%          | 632            | 0.03%          | 255     | 0.01% | 86     |      |
| 틀:나라자료 Colorado 콜로라도주               | 1,121          | 0.02%          | 367            | 0.01%          | 360     | 0.01% |        |      |
| 틀:나라자료 Minnesota 미네소타주              | 1,153          | 0.02%          | 331            | 0.01%          | 459     | 0.01% |        |      |
| 틀:나라자료 Mississippi 미시시피주            | 858            | 0.03%          | 622            | 0.02%          | 275     | 0.01% | 114    |      |
| 틀:나라자료 South Carolina 사우스캐롤라이나주 | 676            | 0.01%          | 261            | 0.01%          | 199     | 0.01% | 214    |      |
| 틀:나라자료 Louisiana 루이지애나주            | 612            | 0.01%          | 551            | 0.01%          | 474     | 0.01% | 257    |      |
| 틀:나라자료 Alabama 앨라배마주                | 507            | 0.01%          | 451            | 0.01%          | 219     | 0.01% | 249    |      |
| 틀:나라자료 Iowa 아이오와주                   | 481            | 0.02%          | 60             | 0%             | 125     | 0%    |        |      |
| 틀:나라자료 Arkansas 아칸소주                 | 478            | 0.02%          | 91             | 0%             | 80      | 0%    | 56     |      |
| 틀:나라자료 Oklahoma 오클라호마주             | 464            | 0.01%          | 53             | 0%             | 150     | 0%    |        |      |
| 틀:나라자료 Tennessee 테네시주                | 379            | 0.01%          | 572            | 0.01%          | 200     | 0%    |        |      |
| 틀:나라자료 New Hampshire 뉴햄프셔주          | 359            | 0.03%          | 287            | 0.02%          | 85      | 0.01% | 125    |      |
| 틀:나라자료 Kentucky 켄터키주                 | 317            | 0.01%          | 340            | 0.01%          | 160     | 0%    |        |      |
| 틀:나라자료 Vermont 버몬트주                  | 289            | 0.05%          | 120            | 0.02%          | 0       | 0%    |        |      |
| 틀:나라자료 Delaware 델라웨어주               | 214            | 0.02%          | 371            | 0.04%          | 169     | 0.02% |        |      |
| 틀:나라자료 New Mexico 뉴멕시코주             | 207            | 0.01%          | 228            | 0.01%          | 130     | 0.01% |        |      |
| 틀:나라자료 District of Columbia 워싱턴 D.C.  | 189            | 0.03%          | 138            | 0.03%          | 134     | 0.02% |        |      |
| 틀:나라자료 Nebraska 네브래스카주             | 160            | 0.01%          | 70             | 0%             | 65      | 0%    |        |      |
| 틀:나라자료 Idaho 아이다호주                  | 92             | 0.01%          | 324            | 0.02%          | 0       | 0%    | 33     |      |
| 틀:나라자료 Rhode Island 로드아일랜드주       | 74             | 0.01%          | 0              | 0%             | 30      | 0%    |        |      |
| 틀:나라자료 Hawaii 하와이주                   | 68             | 0%             | 0              | 0%             | 39      | 0%    |        |      |
| 틀:나라자료 Alaska 알래스카주                 | 33             | 0%             | 0              | 0%             | 25      | 0%    |        |      |
| 틀:나라자료 North Dakota 노스다코타주         | 23             | 0%             | 0              | 0%             | 35      | 0.01% | 21     |      |
| 틀:나라자료 Montana 몬태나주                  | 12             | 0%             | 13             | 0%             | 0       | 0%    |        |      |
| 틀:나라자료 Maine 메인주                      | 5              | 0%             | 0              | 0%             | 0       | 0%    | 25     |      |
| 틀:나라자료 South Dakota 사우스다코타주       | 0              | 0%             | 0              | 0%             | 0       | 0%    |        |      |
| 틀:나라자료 West Virginia 웨스트버지니아주    | 0              | 0%             | 196            | 0.01%          | 219     | 0.01% | 72     |      |
| 틀:나라자료 Wyoming 와이오밍주                | 0              | 0%             | 0              | 0%             | 0       | 0%    |        |      |
| 틀:나라자료 Puerto Rico 푸에르토리코          | 0              | 0%             | 16             | 0%             | 0       | 0%    |        |      |
| 미국                                          | 309,373        | 0.1%           | 223,309        | 0.08%          | 141,295 | 0.05% | 47,673 |      |

### 대도시권
| 주요 통계 지역 | 2017–2021 아메리칸 커뮤니티 서베이 | 2017–2021 아메리칸 커뮤니티 서베이 | 2012–2016 아메리칸 커뮤니티 서베이 | 2012–2016 아메리칸 커뮤니티 서베이 |
| 주요 통계 지역 | 인구                               | %                                  | 인구                               | %                                  |
| --- | ---------------------------------- | ---------------------------------- | ---------------------------------- | ---------------------------------- |
| 샌호세-샌프란시스코-오클랜드, 캘리포니아 통합 통계 지역 | 62,574                             | 0.69%                              | 49,626                             | 0.62%                              |
| 틀:나라자료 New York틀:나라자료 New Jersey틀:나라자료 Connecticut틀:나라자료 Pennsylvania 뉴욕-뉴어크, 뉴욕-뉴저지-코네티컷-펜실베이니아 통합 통계 지역                                                                    | 49,005                             | 0.22%                              | 49,728                             | 0.22%                              |
| 새크라멘토-로즈빌, 캘리포니아 통합 통계 지역 | 31,576                             | 1.26%                              | 30,195                             | 1.28%                              |
| 로스앤젤레스-롱비치, 캘리포니아 통합 통계 지역 | 20,217                             | 0.12%                              | 18,858                             | 0.11%                              |
| 프레즈노-마데라-핸포드, 캘리포니아 통합 통계 지역 | 16,559                             | 1.36%                              | 16,010                             | 1.56%                              |
| 틀:나라자료 Washington 시애틀-타코마, 워싱턴 통합 통계 지역 | 15,743                             | 0.34%                              | 11,825                             | 0.28%                              |
| 틀:나라자료 District of Columbia틀:나라자료 Maryland틀:나라자료 Virginia틀:나라자료 West Virginia틀:나라자료 Pennsylvania 워싱턴-볼티모어-알링턴, 워싱턴 D.C.-메릴랜드-버지니아-웨스트버지니아-펜실베이니아 통합 통계 지역 | 13,054                             | 0.14%                              | 12,930                             | 0.15%                              |
| 베이커즈필드, 캘리포니아 대도시권 | 6,610                              | 0.79%                              | 6,822                              | 0.85%                              |
| 틀:나라자료 Pennsylvania틀:나라자료 New Jersey틀:나라자료 Delaware틀:나라자료 Maryland 필라델피아-레딩-캠든, 펜실베이니아-뉴저지-델라웨어-메릴랜드 통합 통계 지역                                                          | 6,416                              | 0.09%                              | 5,125                              | 0.08%                              |
| 틀:나라자료 Illinois틀:나라자료 Indiana틀:나라자료 Wisconsin 시카고-네이퍼빌, 일리노이-인디애나-위스콘신 통합 통계 지역 | 5,711                              | 0.06%                              | 5,606                              | 0.06%                              |
| 틀:나라자료 Indiana 인디애나폴리스-카멜-먼시, 인디애나 통합 통계 지역 | 5,493                              | 0.24%                              | 4,533                              | 0.21%                              |
| 틀:나라자료 Michigan 디트로이트-워런-앤아버, 미시간 통합 통계 지역 | 5,458                              | 0.11%                              | 4,548                              | 0.09%                              |
| 틀:나라자료 Massachusetts틀:나라자료 Rhode Island틀:나라자료 New Hampshire틀:나라자료 Connecticut 보스턴-우스터-프로비던스, 매사추세츠-로드아일랜드-뉴햄프셔-코네티컷 통합 통계 지역                                       | 5,144                              | 0.06%                              | 3,256                              | 0.04%                              |
| 댈러스-포트워스, 텍사스-오클라호마 통합 통계 지역 | 4,273                              | 0.06%                              | 4,467                              | 0.07%                              |
| 휴스턴-더우드랜즈, 텍사스 통합 통계 지역 | 4,135                              | 0.06%                              | 2,854                              | 0.05%                              |
| 미국 | 309,373                            | 0.1%                               | 280,867                            | 0.09%                              |

### 지역 사회

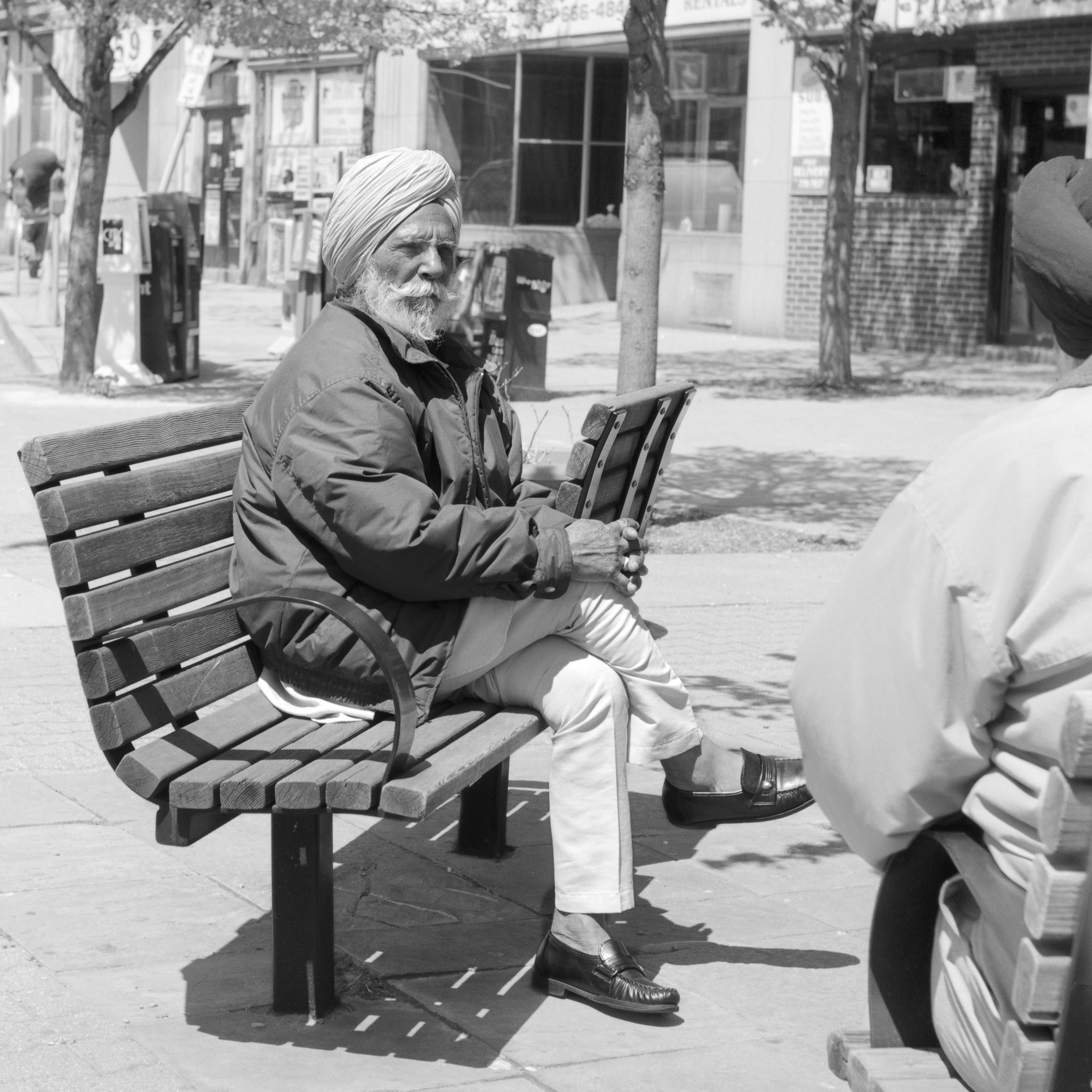
2004년 서머빌 유니언 스퀘어, 매사추세츠주의 시크교 공동체 구성원들.

미국 펀자브인의 거의 절반이 캘리포니아에 거주한다. 캘리포니아의 펀자브 인구 대부분은 노스캘리포니아, 특히 센트럴밸리와 베이 에어리어에 거주한다. 미국에서 가장 큰 펀자브 인구는 캘리포니아의 센트럴밸리에 있으며, 이곳에서 펀자브어는 영어와 스페인어 다음으로 세 번째로 많이 사용되는 언어이다. 펀자브인들은 새크라멘토와 샌와킨 계곡 전역에서 발견될 수 있지만, 가장 큰 밀집 지역은 계곡의 주요 도시들(새크라멘토 계곡의 새크라멘토와 샌와킨 계곡의 스톡턴, 프레즈노, 베이커즈필드)과 아몬드, 복숭아, 호두, 자두 농업과 관련된 작은 공동체에서 발견된다. 또한 새크라멘토-샌와킨강 삼각주와 프리몬트 근처의 베이 에어리어에도 상당한 수의 펀자브계 미국인이 밀집해 있다.
새크라멘토 계곡에서 유바시와 라이브 오크 서터 카운티 캘리포니아는 저명한 펀자브 인구를 가지고 있으며, 첫 펀자브인이 1906년에 유바시에 도착했다. 2021년 유바시에는 10,638명(도시 인구의 15.3%)의 인도계 미국인이 거주했으며, 라이브 오크에는 1,038명(도시 인구의 11.4%)의 인도계 미국인이 거주했으며, 이들 대부분은 펀자브인이었다. 서터군 전체에는 12,753명의 인도계 미국인(군 인구의 12.9%)이 거주하며, 이들 대부분이 펀자브인이므로 서터군은 미국에서 비례적으로 가장 펀자브인이 많은 카운티이다. 남쪽의 샌와킨 계곡에서는 리빙스턴에 2,798명의 인도계 미국인(도시 인구의 19.9%)이 거주하며, 이들 대부분이 펀자브인이므로 리빙스턴은 미국에서 비례적으로 가장 펀자브인이 많은 지자체이다.
뉴욕 도시권 또한 상당한 펀자브계 미국인 인구를 가지고 있으며, 49,005명의 펀자브인이 이 지역에 거주한다. 18,187명의 펀자브인이 뉴욕시에 거주하며(도시 인구의 0.23%), 이 중 16,139명은 퀸스 자치구에 거주한다(자치구 인구의 0.73%). 리치먼드 힐은 많은 펀자브 인구로 인해 종종 "작은 펀자브"라고 불린다. 2020년, 리치먼드 힐의 111번가에서 123번가 사이의 101번가는 펀자브 애비뉴 (ਪੰਜਾਬ ਐਵੇਨਿਊ)로, 레퍼츠 대로에서 117번가 사이의 97번가는 구르드와라 거리로 이름이 변경되었다. 도시 외곽에서는 롱아일랜드의 힉스빌 교외와 뉴저지 중부의 카터렛에 상당한 펀자브 인구가 있다. 2021년 힉스빌에는 8,040명의 인도계 미국인(커뮤니티 인구의 18.7%)이 거주했으며, 카터렛에는 4,708명의 인도계 미국인(자치구 인구의 18.8%)이 거주했으며, 이들 중 다수가 펀자브인이었다.
캘리포니아와 뉴욕 대도시권 외에도 켄트와 그린우드에도 상당한 수의 펀자브계 미국인 인구가 있다.
| PUMA                                                                                              | 2017–2021 아메리칸 커뮤니티 서베이 | 2017–2021 아메리칸 커뮤니티 서베이 |
| PUMA                                                                                              | 인구                               | %                                  |
| ------------------------------------------------------------------------------------------------- | ---------------------------------- | ---------------------------------- |
| 서터군 & 유바군—유바시 PUMA, 캘리포니아                                                           | 11,182                             | 6.7%                               |
| 샌와킨군 (남)—트레이시, 만테카 & 래스롭 시 PUMA; 캘리포니아                                       | 9,432                              | 4.17%                              |
| 틀:나라자료 New York NYC-퀸스 커뮤니티 지구 9—리치먼드 힐 & 우드헤이븐 PUMA, 뉴욕                 | 7,705                              | 5.39%                              |
| 앨러미다군 (남서)—유니언시티, 뉴어크 & 프리몬트 (서) 시 PUMA; 캘리포니아                          | 4,717                              | 3.41%                              |
| 프레즈노군 (북중)—프레즈노 시 (북) PUMA, 캘리포니아                                               | 4,686                              | 2.57%                              |
| 컨군 (중앙)—베이커즈필드 시 (서) PUMA, 캘리포니아                                                 | 4,683                              | 2.19%                              |
| 틀:나라자료 New York NYC-퀸스 커뮤니티 지구 13—퀸스 빌리지, 캄브리아 하이츠 & 로즈데일 PUMA; 뉴욕 | 4,592                              | 2.26%                              |
| 새크라멘토군 (북서)—새크라멘토 시 (북서/내토마스) PUMA, 캘리포니아                                | 4,457                              | 3.98%                              |
| 틀:나라자료 Washington 킹군 (남서 중앙)—켄트 시 PUMA, 워싱턴                                      | 4,236                              | 3.35%                              |
| 샌와킨군 (중앙)—스톡턴 시 (북) PUMA, 캘리포니아                                                   | 3,927                              | 2.2%                               |
| 틀:나라자료 New York NYC-퀸스 커뮤니티 지구 10—하워드 비치 & 오존 파크 PUMA, 뉴욕                 | 3,877                              | 2.88%                              |
| 틀:나라자료 New Jersey 미들섹스군 (북동)—카터렛 보로 PUMA, 뉴저지                                 | 3,615                              | 3.38%                              |
| 앨러미다군 (남중)—프리몬트 시 (동) PUMA, 캘리포니아                                               | 3,310                              | 1.73%                              |
| 새크라멘토군 (중앙)—엘크그로브 시 PUMA, 캘리포니아                                                | 3,300                              | 2.13%                              |
| 프레즈노군 (중앙)—프레즈노 시 (남서) PUMA, 캘리포니아                                             | 3,260                              | 1.98%                              |
| 틀:나라자료 New York 나소군 (동중)—오이스터베이 타운 (중앙) PUMA, 뉴욕                            | 3,202                              | 3.19%                              |
| 프레즈노군 (중앙)—프레즈노 시 (남동) PUMA, 캘리포니아                                             | 2,875                              | 2.73%                              |
| 머세드군 (서 & 남)—로스바노스 & 리빙스턴 시 PUMA, 캘리포니아                                      | 2,771                              | 2.6%                               |
| 새크라멘토군 (남)—갈트, 아이즐턴 시 & 삼각주 지역 PUMA; 캘리포니아                                | 2,769                              | 2.43%                              |
| 앨러미다군 (동)—리버모어, 플레전턴 & 더블린 시 PUMA; 캘리포니아                                   | 2,768                              | 1.22%                              |
| 미국                                                                                              | 309,373                            | 0.1%                               |

## 저명한 펀자브계 미국인

### 활동가
- 칼라 바가이, 이민 활동가
- 바가트 싱 틴드, 군인이자 영성주의자. 미국에서 인도계 미국인 시민권을 위해 싸웠다.
- 사카람 가네시 판디트, 변호사이자 시민권 활동가. 미합중국 대 바가트 싱 틴드 사건의 바가트 싱 틴드의 변호사
- 키지르 칸과 가잘라 칸, 미 육군 후마윤 칸 대위의 부모이자 이슬람 혐오 반대 활동가

### 군인
- 후마윤 칸, 이라크 전쟁에서 전사한 미국 육군 장교
- 우다이 싱, 이라크 자유 작전에서 사망한 인도계 군인

### 음악가
- 라긴더
- 힘스, 랩 아티스트이자 얼터너티브 힙합 그룹 다스 레이시스트의 전 멤버
- 라비나 아우로라, 싱어송라이터
- 아마르 산두, 싱어송라이터

### 정치
- 보비 진덜, 루이지애나 주지사
- 니키 헤일리, 사우스캐롤라이나 주지사이자 전 주유엔 미국 대사
- 카슈미르 길, 전 유바시 시장
- 라빈더르 "라비" 발라, 호보켄 시장이자 미국 도시 최초로 터번을 착용한 시크교도 시장
- 달립 싱 사운드, 최초의 아시아계 미국인이자 비아브라함계 신앙을 가진 최초의 하원의원
- 로 칸나, 캘리포니아 17지구 미 하원의원
- 라호리 람 - 캘리포니아 경제 개발 위원으로 임명된 최초의 인도계 미국인.[26]

### 사법부
- 사트남 라투 - 새크라멘토군 고등법원의 인도계 판사.[27]
- 니투 바단 스미스 - 미국 최초의 시크교 여성 판사.[28]

### 스포츠
- 마이크 모하메드, 미식축구 라인배커

## 같이 보기
- 인도계 미국인 목록
- 파키스탄계 미국인 목록